# William Krell
Pour les articles homonymes, voir Krell.
William Henry Krell
William Krell ou William Henry Krell (1868-1933) est un pianiste et compositeur américain de musique ragtime.

## Biographie
Né en 1868 en Pennsylvanie, il est reconnu comme étant le premier à avoir publié un morceau de ragtime, The Mississippi Rag en 1897. C'est cette date qui marque le début de l'émergence du genre. William H. Krell publiera un total de 18 compositions. Il décédera en 1933, à l'âge de 65 ans à Miami en Floride.

## Liste des compositions
1893
- Our Carter: A Beautiful Ballad [avec Silas Leachman]The Mississippi Rag, le premier "rag" (1897)

1895
- The Cake Walk Patrol - Two Step
- The First Extra - Waltzes

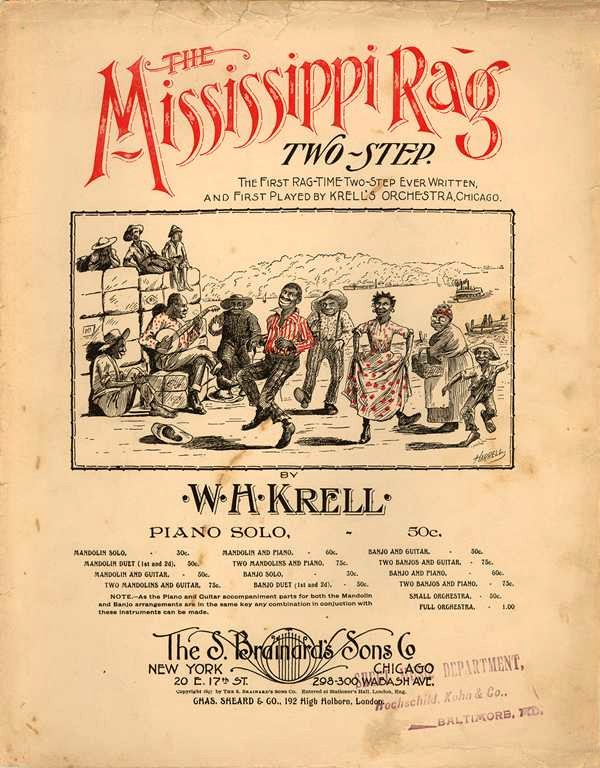
The Mississippi Rag, le premier "rag" (1897)

- The Time He Loves The Best [avec L.H. Freeman]
- Strolling on the Beach
- A Dream of the Ball - Waltzes

1896
- Arbutus - Waltz
- The Recreation

1897
- Summer Girl - Waltzes
- The Mississippi Rag - Two Step

1898
- Shake Yo' Dusters (Piccaninny Rag)
- Shake Yo' Dusters - Song
- The American Girl Battle Ship - March
- Fighting Bob Evans
- Finnegan Cadets

1899
- Cyrano

1900
- The Bowery Spielers

1901
- The Senator